# Rogê Ferreira
José Antonio de Affonseca Rogê Ferreira (São Paulo, 1º de janeiro de 1922  – São Paulo 29 de junho de 1991) foi um político brasileiro de linhagem progressista e nacionalista, tendo sido um expoente do Partido Socialista Brasileiro (PSB) no período anterior ao golpe militar de 1964.

## Líder estudantil
Formou-se em Direito pela Universidade de São Paulo. Em 1948 foi presidente do Centro Acadêmico XI de Agosto e, logo após, o primeiro presidente da União Estadual dos Estudantes. Assumiu a presidência da União Nacional dos Estudantes - UNE, em julho de 1949, com mandato até julho de 1950. Renunciou ao cargo três meses antes do término de seu mandato para cuidar de sua candidatura a deputado estadual pelo Partido Socialista Brasileiro (PSB). Eleito, tornou-se líder da bancada de seu partido.

## Deputado Federal
Em 1954 elegeu-se deputado federal, e também desta vez assumiu a liderança do PSB. Em 1955 concorreu a prefeito de São Paulo, tendo ficado em quarto lugar.
Como deputado teve atuação marcante em defesa dos trabalhadores, das liberdades cívicas e dos interesses nacionais. Tiveram sua participação as leis que outorgaram estabilidade no trabalho à mulher gestante e ao dirigente sindical, assim como as que regulamentaram diversas profissões.
Na madrugada de 2 de abril de 1964, enquanto o então presidente João Goulart, acossado pelo levante militar, ainda se encontrava no País, o presidente do Senado, Auro de Moura Andrade, em sessão extraordinária declarou vaga a Presidência da República e imediatamente encerrou a sessão. Quando se retirava, Rogê o agrediu fisicamente.
Pouco após a instauração do regime militar, Rogê Ferreira teve o mandato cassado e os direitos políticos suspensos pelo Ato Institucional número 1.

## Retomada da atividade política
Anistiado, retornou à política em 1982, ao disputar a eleição para governador do Estado de São Paulo pelo Partido Democrático Trabalhista (PDT), do qual se tornou presidente regional. A despeito de seu bom desempenho nos debates televisionados entre os candidatos, ficou em quinto e último lugar na eleição. Consta que um dos debates Rogê perguntou ao candidato do Partido dos Trabalhadores (PT), Lula:
- Afinal, você é socialista, comunista ou trabalhista?
- Eu sou torneiro mecânico - respondeu Lula.
Nessas eleições, apesar de ser adversário, manteve boas relações com o candidato vitorioso, Franco Montoro, do PMDB. Rogê Ferreira chegou até a ser convidado por Montoro para participar de seu governo.
Em 1985 retornou ao seu antigo partido, o PSB, que acabara de ser refundado. Por ele concorreu no final do mesmo ano à Prefeitura de São Paulo; porém, já durante a campanha pela televisão, retirou-se da disputa em benefício de Fernando Henrique Cardoso (PMDB), que viria a ser derrotado pelo ex-presidente Jânio Quadros (PTB). No ano seguinte tentou retornar à Câmara Federal, cuja nova legislatura viria a formar a Assembleia Nacional Constituinte. Apesar da excelente votação - uma das vinte e cinco maiores do Estado e uma das dez maiores da capital - não se elegeu porque o PSB não atingiu o quociente eleitoral.

## Ocaso
A partir dessa eleição, que seria sua última, comandou no âmbito regional o alinhamento do PSB ao PMDB paulista, então liderado por Orestes Quércia, eleito governador. No governo Quércia, Rogê assumiu a presidência da estatal Cetesb; em troca, na qualidade de presidente do diretório regional do PSB, anunciou o apoio a João Leiva, candidato de Quércia na eleição de 1988 à prefeitura de São Paulo. Por conta disso o diretório regional sofreu intervenção do diretório nacional do PSB, que determinara o apoio à candidata do PT, Luiza Erundina. O ex-deputado faleceria três anos depois de infecção generalizada.

## Dirigente esportivo
Rogê Ferreira também teve atuação no esporte, participando da diretoria do Sport Club Corinthians Paulista. Foi também presidente do Conselho Nacional de Desportos.